# Trofej prvakinja 2002. (hokej na travi)
9. Trofej prvakinja se održao 2002. godine.

## Mjesto i vrijeme održavanja
Održao se od 24. kolovoza do 1. rujna 2002.
Utakmice su se igrale u kineskom gradu Makau (bivšoj portugalskoj koloniji), na stadionu Macao Stadium Taipain.

## Natjecateljski sustav
Ovaj turnir se igralo po jednostrukom ligaškom sustavu. Za pobjedu se dobivalo 3 boda, za neriješeno 1 bod, a za poraz nijedan bod. 
Nakon ligaškog dijela, igralo se za poredak. Prva i druga djevojčad na ljestvici je doigravala za zlatno odličje, treće i četvrte za brončano odličje, a pete i šeste na ljestvici za 5. i 6. mjesto.
Susrete se igralo na umjetnoj travi.

## Sudionice
Sudjelovale su djevojčadi: domaćin Kina,  braniteljice naslova Argentina, Nizozemska, Australija, Novi Zeland i Engleska.

## Sastavi

### Argentina
| - ( 1.) Mariela Antoniska (vratarka) - ( 2.) Agustina García - ( 3.) Magdalena Aicega - ( 4.) María Paz Ferrari - ( 5.) Anabel Gambero - ( 6.) Ayelén Stepnik - ( 8.) Luciana Aymar | - ( 9.) Vanina Oneto - (11.) Karina Masotta (kapetanica) - (12.) Mariana González Oliva - (13.) Laura Maiztegui - (14.) Mercedes Margalot - (15.) María de la Paz Hernández - (16.) Cecilia Rognoni | - (18.) Paola Vukojicic (vratarka) - (19.) Marine Russo - (21.) Inés Arrondo - (24.) Claudia Burkart - Trener Sergio Vigil |

### Australija
| - ( 1.) Toni Cronk (vratarka) - ( 2.) Louise Dobson - ( 3.) Karen Smith - ( 5.) Ngaire Smith - ( 7.) Peta Gallagher - ( 8.) Shayni Buswell - (13.) Wendy Alcorn | - (14.) Nicole Arrold - (20.) Carmel Bakurski - (21.) Nina Bonner (vratarka) - (23.) Joanne Banning - (24.) Angie Skirving - (25.) Melanie Twitt - (26.) Megan Sargeant | - (28.) Julie Towers - (29.) Tammy Cole - (31.) Katrina Powell (kapetanica) - (32.) Nikki Hudson - Trener David Bell |

### Engleska
| - ( 1.) Anna Bennett - ( 2.) Jennie Bimson - ( 3.) Sarah Blanks - ( 5.) Melanie Clewlow - ( 7.) Helen Grant - ( 8.) Fiona Greenham - ( 9.) Leisa King | - (11.) Purdy Miller - (12.) Mandy Nicholson - (14.) Anne Panter - (15.) Kathy Roberts (vratarka) - (17.) Jane Smith - (18.) Rachel Walker - (19.) Kate Walsh | - (22.) Alex Danson - (25.) Beth Storry (vratarka) - (26.) Frances Houslop - (31.) Rachel Walsh - Trenerica Tricia Heberle |

### Kina
| - ( 1.) Nie Yali (vratarka) - ( 2.) Long Fengyu - ( 3.) Cheng Zhaoxia - ( 4.) Ma Yibo - ( 5.) Cheng Hui - ( 7.) Huang Junxia - ( 8.) Fu Baorong | - ( 9.) Li Shuang - (11.) Tang Chunling - (12.) Zhou Wanfeng - (13.) Zhang Hay Ying - (15.) Hou Xiaolan - (18.) Mai Shooyan - (19.) Chen Qiuqi | - (20.) Wang Jiuyan - (21.) Zhang Shuang - (22.) Li Aili - (31.) Pan Feng Zhen (vratarka) - Trener Kim Chang-back |

### Nizozemska
| - ( 1.) Clarinda Sinnige (vratarka) - ( 2.) Lisanne de Roever (vratarka) (SV Kampong) - ( 3.) Macha van der Vaart (Amsterdamsche Hockey & Bandy Club) - ( 4.) Fatima Moreira de Melo - ( 6.) Maartje Scheepstra - ( 7.) Miek van Geenhuizen - ( 9.) Florien Cornelis - (10.) Mijntje Donners (kapetanica) - (11.) Ageeth Boomgaardt - (13.) Minke Smabers (Larensche Mixed Hockey Club) | - (14.) Ellis Verbakel (HOC Gazellen Combinatie) - (15.) Janneke Schopman (HC Rotterdam) - (16.) Chantal de Bruijn - (18.) Minke Booij - (21.) Lieve van Kessel (Hockeyclub 's-Hertogenbosch) - (23.) Kim Lammers - (24.) Femke Kooijman (HC Klein Zwitserland') - (26.) Fleur van de Kieft | - Trener:Marc Lammers - Pomoćni trener: Carel van der Staak - 2. pomoćni trener: Eric Verboom. - Liječnica: Jessica Gal - Fizioterapeuti: Marc van Nieuwenhuizen i Michiel Loeber - Inspanningsfysioloog: Jos Geijsel. - Videoman: Lars Gillhaus |

### Novi Zeland
| - ( 3.) Paula Enoka - ( 4.) Sandy Bennett - ( 5.) Rachel Sutherland - ( 7.) Skippy Hamahona - ( 8.) Jaimee Provan - (11.) Michelle Turner - (14.) Suzie Pearce | - (15.) Anne-Marie Irving (vratarka) - (16.) Helen Clarke (kapetanica) (vratarka) - (17.) Caryn Paewai - (18.) Diana Weavers - (20.) Amanda Christie - (21.) Niniwa Roberts - (23.) Tara Drysdale | - (25.) Lisa Bishop - (27.) Colleen Gubb-Suddaby - (28.) Karen Syddall - (29.) Kate Saunders - Trener Jan Borren |

## Rezultati natjecanja u skupini
| susret br.1 24. kolovoza |       |             |  |
| Argentina                | 1 : 0 | Novi Zeland |  |
|                          |       |             |  |

| susret br.2 24. kolovoza |       |            |  |
| Australija               | 0 : 0 | Nizozemska |  |
|                          |       |            |  |

| susret br.3 24. kolovoza |       |          |  |
| Kina                     | 1 : 1 | Engleska |  |
|                          |       |          |  |

| susret br.4 25. kolovoza |       |            |  |
| Argentina                | 1 : 1 | Nizozemska |  |
|                          |       |            |  |

| susret br.5 25. kolovoza |       |             |  |
| Engleska                 | 0 : 5 | Novi Zeland |  |
|                          |       |             |  |

| susret br.6 25. kolovoza |       |      |  |
| Australija               | 0 : 1 | Kina |  |
|                          |       |      |  |

| susret br.7 27. kolovoza |       |             |  |
| Australija               | 3 : 1 | Novi Zeland |  |
|                          |       |             |  |

| susret br.8 27. kolovoza |       |          |  |
| Argentina                | 4 : 0 | Engleska |  |
|                          |       |          |  |

| susret br.9 27. kolovoza |       |            |  |
| Kina                     | 1 : 1 | Nizozemska |  |
|                          |       |            |  |

| susret br.10 28. kolovoza |       |          |  |
| Australija                | 2 : 0 | Engleska |  |
|                           |       |          |  |

| susret br.11 28. kolovoza |       |             |  |
| Nizozemska                | 2 : 2 | Novi Zeland |  |
|                           |       |             |  |

| susret br.12 28. kolovoza |       |      |  |
| Argentina                 | 1 : 1 | Kina |  |
|                           |       |      |  |

| susret br.13 30. kolovoza |       |            |  |
| Engleska                  | 0 : 2 | Nizozemska |  |
|                           |       |            |  |

| susret br.14 30. kolovoza |       |             |  |
| Kina                      | 1 : 0 | Novi Zeland |  |
|                           |       |             |  |

| susret br.15 30. kolovoza |       |            |  |
| Argentina                 | 2 : 2 | Australija |  |
|                           |       |            |  |

### Ljestvica nakon natjecanja u skupini
```
 1. 
 Argentina            5    2    3    0     ( 9: 4)      
 9

 2. 
 Kina                 5    2    3    0     ( 5: 3)      
 9

 3. 
 Australija           5    2    2    1     ( 7: 4)      
 8
 
 4. 
 Nizozemska           5    1    4    0     ( 6: 4)       
7
 
 5. 
 Novi Zeland          5    1    1    3     ( 8: 7)       
4
 
 6. 
 Engleska             5    0    1    4     ( 1:14)       
1
```

## Doigravanje
Susreti kojima se doigravalo za poredak od 1. do 6. mjesta su se odigrali 1. rujna 2002.
- za 5. mjesto

| 15:00                                    |       |          |                                       |
| Novi Zeland                              | 2 : 0 | Engleska | Suci: Minka Woolley Marelize de Klerk |
| Amanda Christie 10.' Niniwa Roberts 68.' |       |          | Suci: Minka Woolley Marelize de Klerk |

- za brončano odličje

| 17:30                                                                   |               | |                                    |
| Australija                                                              | 3 : 4 (prod.) | Nizozemska                                                                                                   | Suci: Chieko Akiyama Jane Nockolds |
| Peta Gallagher 18.' Louise Dobson 26.'(k.u/k) Louise Dobson 68.'(k.u/k) |               | Ageeth Boomgaardt 32.'(k.u/k) Ageeth Boomgaardt 51.'(k.u/k) Fatima Moreira de Melo 63.' Mijntje Donners 73.' | Suci: Chieko Akiyama Jane Nockolds |

- za zlatno odličje

| 20:00                                       |                           |                                     |                             |
| Kina                                        | 2 : 2 (3:1) raspucavanjem | Argentina                           | Suci: Renée Cohen Ute Conen |
| Mai Shoo Yan 17.' (k.u/k) Hou Xiao Lan 27.' |                           | Vanina Oneto 62.' Vanina Oneto 66.' | Suci: Renée Cohen Ute Conen |

### Konačna ljestvica
| Mj. | Momčad      |
| --- | ----------- |
| 1.  | Kina        |
| 2.  | Argentina   |
| 3.  | Nizozemska  |
| 4.  | Australija  |
| 5.  | Novi Zeland |
| 6.  | Engleska    |

| Pobjednice       |
| ---------------- |
| Kina Prvi naslov |

## Najbolje sudionice
| Mj. | Hokejašica             | Pogodaka |
| --- | ---------------------- | -------- |
| 1.  | Vanina Oneto           | 5        |
| 2.  | Ageeth Boomgaardt      | 3        |
| 2.  | Louise Dobson          | 3        |
| 4.  | Minke Booij            | 2        |
| 4.  | Fatima Moreira de Melo | 2        |
| 4.  | Luciana Aymar          | 2        |
| 4.  | Wendy Alcorn           | 2        |
| 4.  | Zhou Wan Feng          | 2        |
| 4.  | Amanda Christie        | 2        |
| 4.  | Jaimee Provan          | 2        |